# PlayStation 5
PlayStation 5 (PS5) là máy chơi trò chơi điện tử gia đình do Sony Interactive Entertainment phát triển và công bố vào năm 2019, đây là phiên bản kế nhiệm của PlayStation 4. PS5 phát hành ngày 12 tháng 11 năm 2020, tại Úc, Nhật Bản, New Zealand, Bắc Mỹ, Hàn Quốc, và trên toàn thế giới sau đó một tuần. Tại Việt Nam, PS5 được bán chính hãng từ ngày 19 tháng 3 năm 2021, nhưng chỉ có phiên bản cơ bản (ổ đĩa quang), không bán phiên bản kỹ thuật số. PS5, cùng với máy Xbox Series X và Series S của Microsoft phát hành trong cùng tháng, tất cả đều thuộc máy chơi trò chơi điện tử thế hệ thứ chín.
Phiên bản cở bản gồm một ổ đĩa quang tương thích với các đĩa Ultra HD Blu-ray. Phiên bản Kỹ thuật số không có ổ đĩa này, nên có thể coi là một mô hình chi phí thấp hơn cho những người thích mua game bằng cách tải xuống định dạng kỹ thuật số. Hai phiên bản ra mắt cùng lúc với nhau.
Các tính năng phần cứng chính của PlayStation 5 gồm ổ đĩa SSD tùy chỉnh để có thể truyền dữ liệu tốc độ cao nhằm mang lại những cải tiến đáng kể về hiệu suất lưu trữ, GPU AMD có khả năng hiển thị độ phân giải 4K với tốc độ lên đến 120 khung hình/giây, tính năng tăng tốc phần cứng đồ họa dò tia đem đến ánh sáng chân thực và độ phản xạ hình ảnh, và Tempest Engine tạo hiệu ứng âm thanh 3D. Các tính năng khác gôm có bộ điều khiển DualSense với phản hồi xúc giác và khả năng tương thích ngược với hầu hết các trò chơi PlayStation 4 và PlayStation VR.

## Lịch sử

### Phát triển

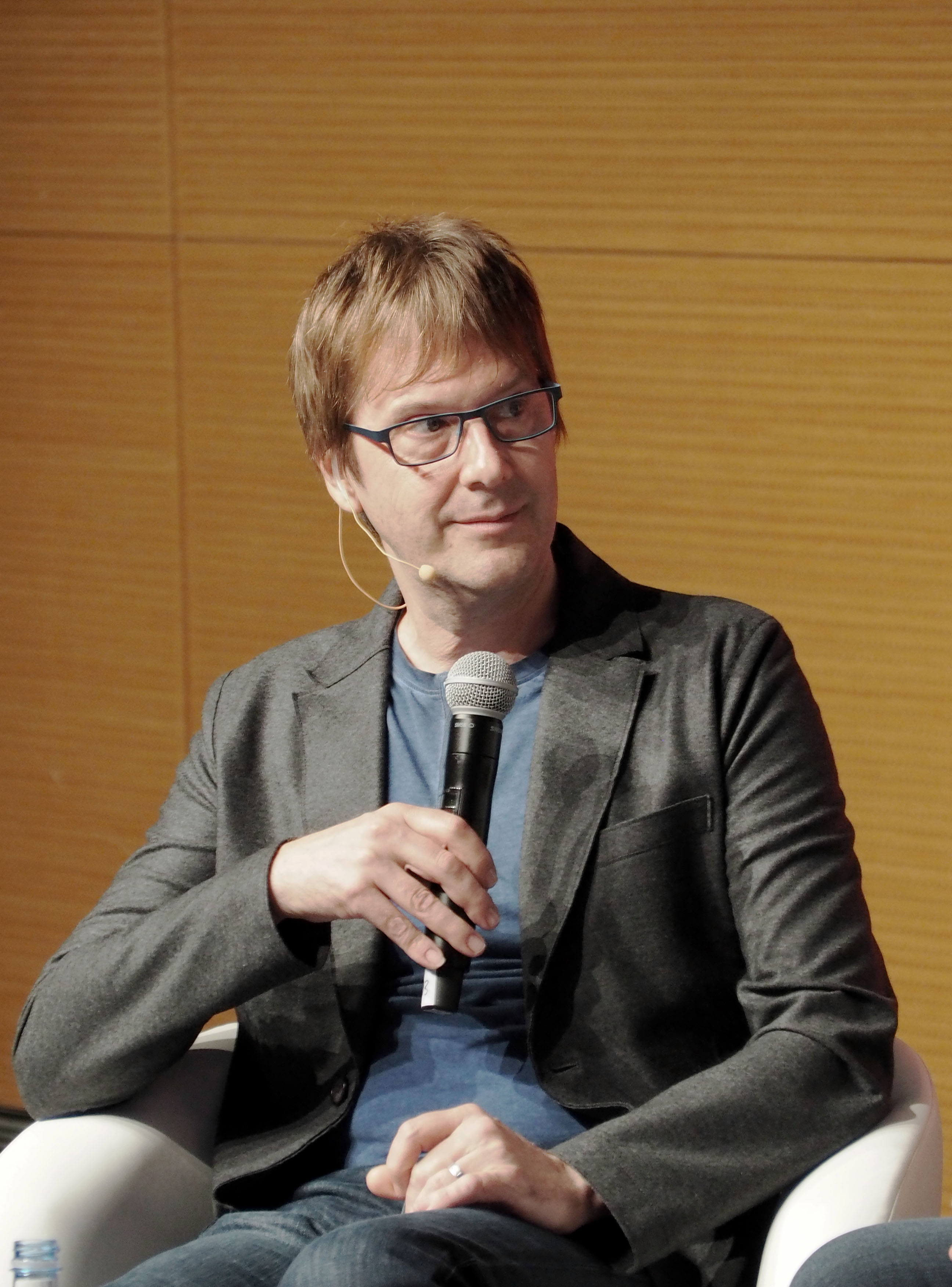
Mark Cerny, kiến trúc sư trưởng của PlayStation 5

Kiến trúc sư chính của dòng máy chơi game PlayStation là Mark Cerny, đã tái thực hiện chu kỳ phản hồi hai năm sau khi ra mắt PlayStation 4. Nghĩa là, ông thường xuyên đến thăm các nhà phát triển bên thứ nhất của Sony trong khoảng thời gian hai năm để tìm hiểu những mối quan tâm của họ để tìm ra những thiếu sót trong phần cứng hiện tại của Sony, và cách phần cứng đó có thể cải thiện như thế nào trong các lần làm mới dòng máy hoặc cho thế hệ tiếp theo. Phản hồi này sẽ được đưa vào mục ưu tiên đối với các nhóm phát triển hệ máy.
Trong quá trình phát triển PlayStation 5, một vấn đề quan trọng khác là thời gian tải các trò chơi. Điều này dựa trên kích thước của dữ liệu được tải vào trò chơi, vị trí thực của dữ liệu trên phương tiện lưu trữ và sự trùng lặp dữ liệu trên phương tiện nhằm giảm thời gian tải. Mục tiêu quan trọng là tìm cách giảm thời gian tải, đặc biệt là trong các game trực tuyến hoặc tải liên tục tại các khu vực trò chơi mới khi người chơi di chuyển qua thế giới trò chơi.
Jim Ryan, Giám đốc điều hành của Sony Interactive Entertainment, tuyên bố rằng Sony đã nghiên cứu tính khả thi của phiên bản PlayStation 5 với "giá rẻ, thông số kỹ thuật giảm", giống như những gì Microsoft đã làm với Xbox Series X và phiên bản Xbox có công suất thấp hơn Xbox Series S; và kết luận rằng họ tin rằng những hệ máy như vậy không chạy tốt, sẽ trở nên nhanh chóng lỗi thời.

### Tiếp thị và phát hành
Cerny lần đầu tiên công khai mô tả giao diện của hệ máy mới là trong một cuộc phỏng vấn với tạp chí Wired tháng 4 năm 2019. Đầu năm 2019, báo cáo quý tài chính của Sony kết thúc vào ngày 31 tháng 3 năm 2019, khẳng định rằng phần cứng mới của thế hệ tiếp theo đang được phát triển nhưng sẽ không xuất xưởng sớm hơn tháng 4 năm 2020. Trong cuộc phỏng vấn lần thứ hai với tạp chí Wired tháng 10 năm 2019, Sony cho biết họ dự định xuất xưởng máy chơi game thế hệ tiếp theo ra toàn thế giới khoảng cuối năm 2020. Các thông số kỹ thuật phần cứng xuất hiện tháng 10 năm 2019. Tại CES 2020, Sony tiết lộ logo chính thức cho máy, vẫn duy trì phong cách tối giản tương tự như thương hiệu và máy PlayStation trước đây. Cerny đã đưa ra các thông số kỹ thuật đầy đủ trong một bài thuyết trình trực tuyến do Sony và Digital Foundry xuất bản ngày 18 tháng 3 năm 2020. Digital Foundry đã trao đổi chi tiết với Cerny và xuất bản một bài "vô cùng cụ thể" vào ngày 2 tháng 4.
Máy ra mắt với hai mẫu: phiên bản cơ bản với ổ đĩa quang Ultra HD Blu-ray tương thích để hỗ trợ game bán lẻ cùng với phân phối trực tuyến qua PlayStation Store; và một biến thể chi phí thấp hơn, không có ổ đĩa và vẫn hỗ trợ tải xuống kỹ thuật số.

## Phần cứng
PlayStation 5 trang bị hệ thống tùy chỉnh trên chip (SoC) do AMD và Sony thiết kế song song, tích hợp CPU AMD Zen 2 7 nm tùy chỉnh với tám lõi chạy ở tần số tùy chỉnh, giới hạn ở mức 3,5 GHz. GPU tích hợp cũng có thể tùy chỉnh dựa trên kiến trúc đồ họa RDNA 2 của AMD. GPU có 36 đơn vị tính toán chạy ở tần số tùy chỉnh, giới hạn ở mức 2,23 GHz, đem lại khả năng đạt hiệu suất lý thuyết cao nhất là 10,3 teraFLOPS. GPU hỗ trợ dò tia thời gian thực được tăng tốc phần cứng, một kỹ thuật kết xuất hình ảnh đem lại ánh sáng và phản xạ chân thực. Máy có 16 GB GDDR6 SDRAM với băng thông tối đa 448 GB/giây, tích hợp Bluetooth 5.1 và 802.11ax (Wi-Fi 6).

### Kiến trúc lưu trữ
Bộ nhớ game có thể mở rộng thông qua cổng NVM Express (NVMe) M.2 cho SSD và ổ cứng USB. Tuy nhiên khi khởi động, ổ đĩa NVMe không hỗ trợ và máy sẽ không khởi động nếu đã gắn một cái. Cũng như không thể sử dụng SSD bên trong vì chip nhớ flash và bộ điều khiển đã tích hợp vào bo mạch chủ của PlayStation 5. Mặc dù bắt buộc cài đặt trò chơi và người dùng có một số quyền kiểm soát những gì cần cài đặt, chẳng hạn như chỉ cài đặt thành phần nhiều người chơi của trò chơi. Trong khi game PlayStation 4 có thể di chuyển giữa ổ SSD bên trong và ổ đĩa ngoài để giải phóng dung lượng trên SSD, game PlayStation 5 chỉ có thể lưu trên SSD bên trong và không thể di chuyển sang thiết bị lưu trữ bên ngoài khi khởi chạy. Bản vá hệ thống tháng 4 năm 2021 cho phép người dùng di chuyển các game PlayStation 5 từ thiết bị lưu trữ USB bên ngoài, mặc dù các game vẫn phải nằm trên SSD thì mới chơi được.

### Yếu tố hình thức
Ngày 11 tháng 6 năm 2020 Sony đã tiết lộ dạng thức của máy trong một buổi giới thiệu. Chủ tịch Sony là Jim Ryan tuyên bố rằng tính thẩm mỹ là nhằm mục đích "biến đổi âm thanh, cảm nhận và cả vẻ ngoài của chúng như thế nào". Máy ban đầu có thiết kế hai tông màu phù hợp với thiết kế của bộ điều khiển DualSense, với một khối bên trong màu đen có hai cánh màu trắng dọc theo hai bên, mỗi cánh được chiếu sáng bằng đèn LED xanh lam. Ryan nhấn mạnh có thể sẽ có nhiều màu hơn sau khi ra mắt. Thiết bị có thể hoạt động theo chiều dọc hoặc chiều ngang. Hai lỗ hút gió dài chạy dọc phía trước và các lỗ thoát nhiệt dàn trải ở phía sau. Các cánh có thể tháo rời để tiếp cận một số thành phần bên trong như khe cắm mở rộng ổ lưu trữ SSD PCIe 4.0 4.0 NVMe, nguồn điện và ổ đĩa Blu-ray tùy chọn. Bên dưới các cánh hai bên là hai "lỗ hứng bụi" do máy ở chế độ làm mát tự hút vào – để người dùng có thể hút bụi ra từ hai lỗ này. Giám đốc hình ảnh cấp cao là Morisawa Yujin là người chỉ đạo thiết kế vỏ máy, ông đã lấy cảm hứng từ thuật ngữ "năm chiều" và chế tạo bộ khung xung quanh các hình tròn và hình vuông giúp người chơi cảm thấy dễ chịu khi nhìn vào máy. Morisawa cũng đã tính toán hình dạng vỏ máy sao cho đủ khoảng trống bên trong để có thể gắn tất cả các phần cứng kỹ thuật, đồng thời giảm kích thước máy mà không hạn chế luồng khí lưu thông.

### Bộ điều khiển DualSense

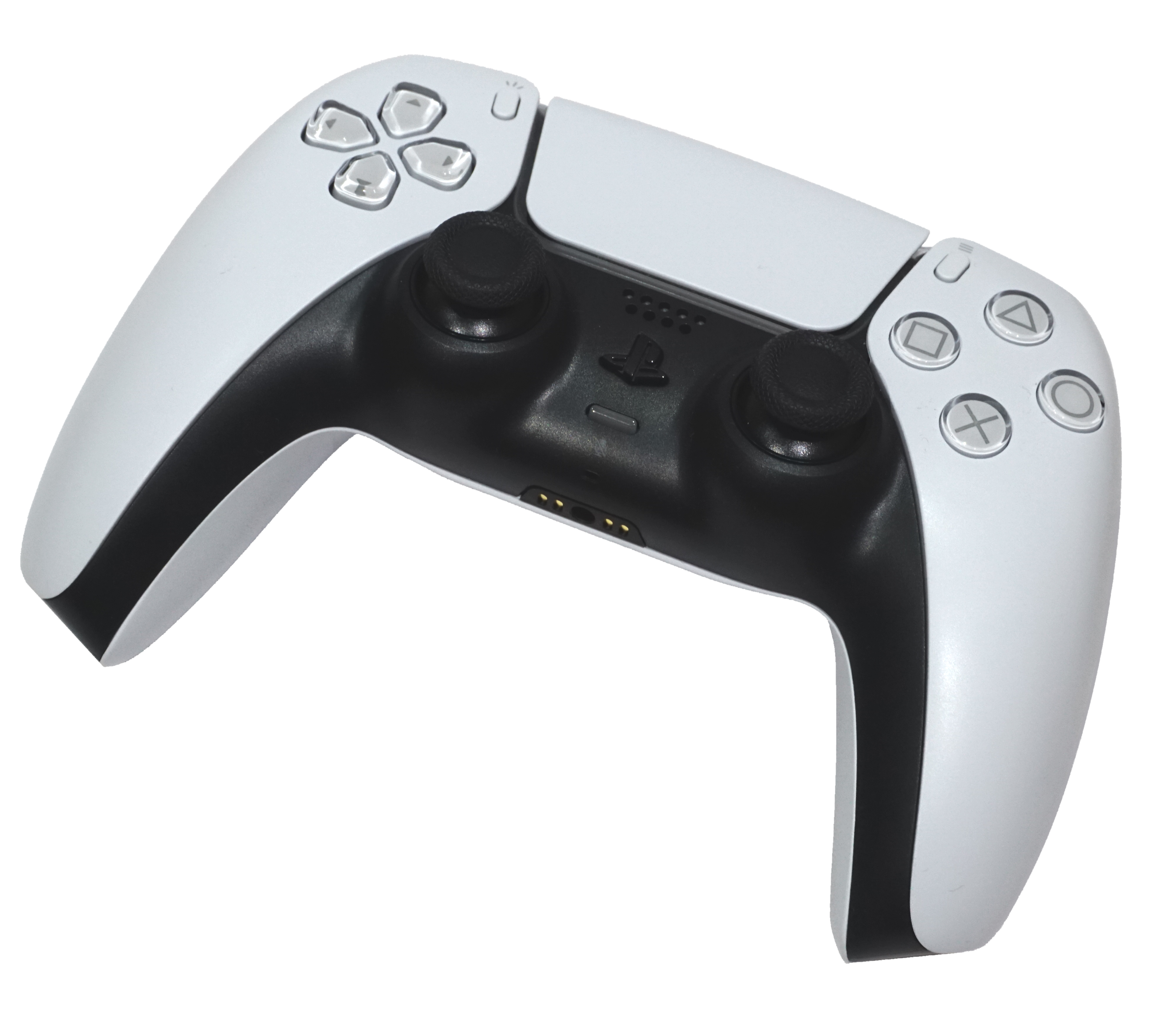
Bộ điều khiển DualSense

Bộ điều khiển không dây DualSense của PlayStation 5 xuất hiện vào ngày 7 tháng 4 năm 2020. Dựa trên bộ điều khiển DualShock trước đó nhưng có thêm những sửa đổi đến từ các cuộc thảo luận giữa nhà thiết kế trò chơi và người chơi. Bộ điều khiển DualSense có bộ kích hoạt thích ứng với phản hồi xúc giác thông qua bộ truyền động bằng giọng nói có thể thay đổi điện trở khi cần thiết, hỗ trợ các trải nghiệm như vẽ một mũi tên trong cánh cung. DualSense vẫn có các nút bấm tương tự như DualShock 4, mặc dù nút "Share" đổi tên thành "Create" với các phương tiện bổ sung để người chơi có thể tạo và chia sẻ nội dung. Bộ điều khiển thêm vào một micrô lõi đồng mới, để người chơi có thể nói chuyện với người khác chỉ bằng bộ điều khiển và loa cải tiến đi kèm. Nó có hai tông màu, chủ yếu là màu trắng với mặt đen, với phần màu đen có thể tháo rời dễ dàng. Thanh ánh sáng đã được chuyển sang hai bên của bàn di. Bộ điều khiển có kết nối USB-C, pin dung lượng cao hơn và giắc cắm âm thanh. Là một trứng Phục sinh, bề mặt của bộ điều khiển được phủ một lớp là các phiên bản thu nhỏ của bốn biểu tượng nút PlayStation (chữ thập, tròn, vuông và tam giác).

### Phụ kiện bổ sung
Các phụ kiện của máy gồm có một đốc sạc cho tay cầm DualSense, một camera HD mới và một điều khiển từ xa. Tai nghe không dây Pulse 3D của PS5 tích hợp sẵn công nghệ âm thanh Tempest Engine 3D.
PS5 tương thích ngược với hầu hết tay cầm PS4 và phụ kiện độc quyền cho game PS4 - một số bị hạn chế chức năng. Các thiết bị ngoại vi của Rock Band vẫn được hỗ trợ kể từ Rock Band 2. Game PS5 có thể sử dụng PlayStation Move, PlayStation Camera, PlayStation VR Aim Controller hiện có, tai nghe chính hãng và bộ điều khiển đặc biệt có giấy phép chính thức như cần gạt máy bay và bánh xe đua. Sony đang phát triển một hệ thống PlayStation VR mới cho PlayStation 5, dự kiến sẽ phát hành sau năm 2021.

## Phần mềm hệ thống
Sony đã mô tả việc thiết kế lại giao diện người dùng của PlayStation 5 là để người dùng "vừa dễ dàng truy cập vừa cung cấp thông tin đấy đủ". Giao diện hiển thị các bản cập nhật theo thời gian thực về các hoạt động của bạn bè, các hoạt động nhiều người chơi sẵn có, các nhiệm vụ và phần thưởng chơi đơn. Cerny tuyên bố "chúng tôi không muốn người chơi phải khởi động trò chơi, xem có gì, khởi động trò chơi rồi lại xem có gì", vì vậy tất cả các tùy chọn này đều phải "hiển thị trong UI". Matt MacLaurin, phó chủ tịch đương thời của bộ phận thiết kế UX tại PlayStation, đã mô tả giao diện người dùng này là một "sự phát triển rất thú vị của hệ điều hành" và "đại tu 100% UI trên PS4, đem đến một số khái niệm mới rất khác". MacLaurin nhấn mạnh UI này có thể truy cập cực kỳ nhanh với ngôn ngữ hình ảnh mới và mạnh mẽ.
Tháng 4 năm 2021, Sony phát hành một bản cập nhật phần mềm mới, qua đó người dùng có thể chuyển game PS5 đã tải sang ổ cứng USB bên ngoài để giải phóng bớt dung lượng.
Sony đã công bố chương trình phần mềm hệ thống PlayStation 5 beta tháng 6 năm 2021, tương tự như chương trình Xbox Insider, người dùng đã đăng ký có thể nhận bản phát hành sớm các bản cập nhật phần mềm  hệ thống được lên kế hoạch sẵn cho máy để dùng thử nghiệm, trước khi phát hành chính thức.

## Trò chơi
Mỗi máy PlayStation 5 đều cài đặt sẵn game Astro's Playroom, một trò chơi được thiết kế để biểu diễn tính năng độc đáo của bộ điều khiển DualSense. Các trò chơi không bị khóa vùng, vì vậy các game mua ở một khu vực bất kỳ đều có thể chơi trên máy ở tất cả các khu vực.

## Tương thích ngược
Theo Nishino Hideaki, Phó chủ tịch cấp cao của Sony mảng Quản lý và Lập kế hoạch Nền tảng, PS5 được thiết kế để tương thích ngược với hơn "99%" thư viện hơn 4.000 game PS4, có thể chơi ngay từ ngày ra mắt. Máy tương thích với PlayStation VR. Do SSD tốc độ cao của PS5 và sức mạnh xử lý tăng lên, nhiều game PS4 rút ngắn thời gian tải hoặc cái thiện tốc độ chơi game "để chúng có thể hưởng lợi từ tốc độ khung hình cao hơn hoặc ổn định hơn cũng như độ phân giải cao hơn". Người chơi có thể đồng bộ hóa các tệp trò chơi đã lưu thông qua bộ nhớ đám mây hoặc chuyển đi bằng thiết bị lưu trữ USB để không bị mất tiến trình.
Khả năng tương thích ngược được kích hoạt một phần do sự tương đồng của kiến trúc phần cứng, chẳng hạn như "logic bổ sung" trong GPU RDNA 2 đảm bảo khả năng tương thích với GPU dựa trên GCN của PS4. Mark Cerny đã giải thích trong một bài thuyết trình tháng 3 năm 2020 và trong một cuộc phỏng vấn với Digital Foundry sau đó về cách thời gian mà xung nhịp CPU cần phải được chú ý đặc biệt; mặc dù CPU Zen 2 có kiến trúc tập lệnh để xử lý CPU Jaguar của PS4, nhưng thời gian của chúng có thể rất khác nhau, vì vậy Sony đã hợp tác chặt chẽ với AMD khi phát triển CPU Zen 2 để phù hợp hơn với thời gian của Jaguar. Khả năng tương thích ngược của PS5 có thể xảy ra lỗi với một số game PS4 và không tương thích với các thế hệ trước. Tuy nhiên, một số game trên máy PlayStation cũ hơn vẫn có mặt trong dịch vụ phát trực tuyến trò chơi PlayStation Now trên PlayStation 5. Mặc dù không hiển thị menu Share của PlayStation 4 nhưng menu Create của PS5 có thể dùng để chụp ảnh màn hình hoặc quay video.

## Tiếp nhận
Nhìn chung PlayStation 5 được đón nhận nồng nhiệt khi ra mắt, với nhiều lời khen về cải thiện phản hồi xúc giác của bộ điều khiển DualSense và các trình kích hoạt thích ứng. Laptop Mag đánh giá cao và gọi tựa game Astro's Playroom cài sẵn trên mọi PS5 là "dễ thương tới mức khó tin". Đội hình game độc quyền như Spider-Man: Miles Morales và Demon's Souls nhận về rất nhiều lời khen ngợi, mặc dù một số nhà phê bình như như TechRadar nói rằng đáng lẽ phải có nhiều game ra mắt hơn. Giao diện người dùng của máy cũng được khen là nhanh và dễ điều hướng.
Nhiều nhà đánh giá nhận ra thiết kế phân cực của máy. CNET mô tả sự phối hợp hai màu đen trắng này "trông như một tác phẩm điêu khắc". Tom's Guide chỉ trích kích thước máy quá lớn, "không hợp mắt" và làm cho nhiều người thấy thất vọng khi bố trí máy vào phòng giải trí gia đình. Tuy nhiên, nhiều người thừa nhận kích thước này vốn là để cải thiện khả năng làm mát và giảm tiếng ồn khi  hoạt động. Ổ SSD tương đối nhỏ chỉ có thể sử dụng 667 GB cũng bị chỉ trích.
Nhiều đánh giá mang tính kỹ thuật hơn, chẳng hạn như đánh giá của Digital Foundry, lưu ý rằng các tính năng trong quảng cáo như cải thiện tốc độ khung hình và chế độ phát video 8k lại không có mặt khi ra mắt. Tuy chỉ trích máy không có khả năng xuất ra tín hiệu video 1440p gốc nhưng ca ngợi khả năng dò tia, tốc độ SSD và khả năng đầu ra 120 Hz.

### Doanh số
Do sự thiếu hụt chất bán dẫn toàn cầu, PlayStation 5 cũng như Xbox Series X/S đều bị hạn chế nguồn cung ngay khi ra mắt cho đến tận tháng 3 năm 2021. Những kẻ đầu cơ đã tận dụng sự thiếu hụt này và bán máy với giá hàng nghìn đô la. Tháng 5 năm 2021, Sony công bố kế hoạch dùng chương trình PlayStation Direct để trực tiếp bán máy chơi game cho người tiêu dùng ở Châu Âu nhằm qua mặt những tay đầu cơ.
Sony đã báo cáo tổng số lô hàng PS5 trong quý tài chính kết thúc ngày 31 tháng 12 năm 2020 là 4,5 triệu máy, tương tự với lô hàng PS4 ra mắt. Tổng số lô hàng PlayStation 5 đạt 7,8 triệu ngày 31 tháng 3 năm 2021, vượt qua 7,6 triệu máy PlayStation 4 xuất xưởng trong hai quý phát hành đầu tiên.
Tính đến ngày 30 tháng 6 năm 2023,PS5 đã bán được 40 triệu máy trên toàn cầu. Thời điểm đạt cột mốc số 40 triệu của PS5 chỉ chậm hơn 2 tháng so với người tiền nhiệm PS4, và là máy chơi game PlayStation bán chạy nhất cho đến nay.